# À l'assaut de l'invisible
À l'assaut de l'invisible (titre original : Siege of the Unseen, titres alternatifs : The Chronicler, The Three Eyes of Evil) est un roman de science-fiction, écrit en 1946 par l’auteur canadien A. E. van Vogt.

## Résumé
Michael Salde découvre qu'il possède un troisième œil à la suite d'une entaille au front causée par un accident d'auto.
Par l'éducation patiente de cet œil, il accédera à un monde alternatif où sévit une bataille pour le pouvoir d'une cité.